# Стренчський край
Стре́нчський кра́й (латис. Strenču novads) — адміністративно-територіальна одиниця Латвійської Республіки. Розташований у північній частині країни, в історичному регіоні Ліфляндія. Адміністративний центр — Стренчі. Створений 2009 року. Площа — 375,73 км². Населення — 3827 осіб (2011). До складу краю входять 2 міста і 2 волості.